# أبرشية أنتيغونيا
أبرشية أنتيغونيا كانت أبرشية شرفية يعود تاريخ تأسيسها إلى العصور المسيحية المبكرة عندما كانت مدينة أنتيغونيا القديمة في سوريا مقرًا للأبرشية التي تولاها عدد من الأساقفة اللاحقين.

## لمحة تاريخية
كانت مدينة أنتيغونيا تقع على بعد قرابة 7 كيلومترات شمال شرق مدينة أنطاكية، حيث أسسها أنتيجونوس الأول مونوفثالموس في عام 307 قبل الميلاد، وكان من المفترض أن تكون عاصمة لإمبراطوريته قبل أن يُقتل فيها على يد منافسه سلوقس الأول الفاتح في معركة إبسوس عام 301 قبل الميلاد، ويُنقل سكان أنتيغونيا إلى مدينة أنطاكية. ومع هذا استمر وجود أنتيغونيا، وقد ورد ذكرها في النصوص التي تؤرخ للحرب مع الفرس والتي هزم فيها القائد الروماني كراسوس.

## قائمة الأساقفة
|  | الاسم                                           | تاريخ تولي المنصب            | تاريخ ترك المنصب                   | ملاحظات                        |
|  | ----------------------------------------------- | ---------------------------- | ---------------------------------- | ------------------------------ |
|  | جوزيف هاينريش فون برايتنبوخر                    | 12 أبريل (نيسان) 1728        | حتى وفاته في 24 فبراير (شباط) 1749 |                                |
|  | جورج فرانز لوك                                  | 22 مايو (أيار) 1801          | حتى وفاته في 7 سبتمبر (أيلول) 1831 |                                |
|  | توماس ميغيل بينيدا إ. سالدانيا                  | 3 يوليو (تموز) 1848          | 10 مارس (أذار) 1853                | عين بعد ذلك أسقفًا لسان سلفادور |
|  | ديفيد موريارتي                                  | 8 مارس (أذار) 1854           | 22 يوليو (تموز) 1856               |                                |
|  | جيمس فريدريك وود                                | 9 يناير (كانون الثاني) 1857  | 5 يناير (كانون الثاني) 1860        | أول رئيس أساقفة لفيلادلفيا     |
|  | توماس غريملي                                    | 18 ديسمبر (كانون الأول) 1860 | 29 يناير (كانون الثاني) 1871       |                                |
|  | جان كلود دوريت                                  | 26 أغسطس (آب) 1873           | 29 ديسمبر (كانون الأول) 1875       |                                |
|  | مارشي جان غوستاف بلان                           | 17 أبريل (نيسان) 1877        | 21 فبراير (شباط) 1890              |                                |
|  | جوليو مارشسيلي                                  | 12 أغسطس (آب) 1890           | 28 يوليو (تموز) 1911               |                                |
|  | ثيودوروس أنطونيوس ليوناردوس مارشيا فان روزمالين | 23 أغسطس (آب) 1911           | 9 يونيو (حزيران) 1957              |                                |
|  | كارول جوزيف فويتيلا                             | 4 يوليو (تموز) 1958          | 31 أغسطس (آب) 1958                 | عُيّن بعد ذلك أسقفًا فخريًا لأومبي |